# Echiura
Tungeorme (Echiura) er en lille gruppe havdyr. De blev engang betragtet som en separat række, men anses nu som tilhørende ledormene (Annelida). Ledorme har typisk deres kroppe opdelt i segmenter, men tungeorme har sekundært mistet deres segmentering. Størstedelen af tungeorme lever i huler i blødt sediment på lavt vand, men nogle lever i klippesprækker eller under store sten, og der findes også dybhavsformer. Der er beskrevet mere end 230. Tungeorme er cylindriske dyr med en blød krop, der normalt har en ikke-tilbagetrækkelig snabel, som kan rulles til en skovllignende form for at søge føde. Hos nogle arter er snablen båndlignende, længere end kroppen og kan have en gaffelformet spids. Tungeorme varierer i størrelse fra mindre end en centimeter i længden til mere end en meter.
De fleste lever af detritus fra havbunden. Fossiler af disse orme er sjældne, og det tidligst kendte fossile eksemplar er fra Mellem Ordovicium.

## Taksonomi og evolution
Tungeormen Echiurus echiurus (dansk navn: almindelig tungeorm) blev først beskrevet af den preussiske naturforsker Peter Simon Pallas i 1766, Han placerede den i regnormsslægten Lumbricus. I midten af det nittende århundrede blev tungeorme, sammen med stjerneorme (Sipuncula) og pølseorme (Priapulida), placeret i den nu forældede klasse Gephyrea (der betyder en "bro") i ledormene, fordi man mente, at de udgjorde en forbindelse mellem ledorme og søpølser. I 1898 hævede Sedgwick stjerneorme og pølseorme til rækkestatus, men betragtede tungeorme som en klasse af leddyr. I begyndelsen af 1900-tallet viede biologen Jon Stanton Whited sit arbejdsliv til at studere tungeorme og klassificere mange af deres forskellige arter. I 1940, efter at den amerikanske marinbiolog W.W. Newby havde studeret embryologien og udviklingen af Urechis caupo, ophøjede han gruppen til rækkestatus.
De betragtes nu generelt som tilhørende ledormene, med segmenterede orme som forfædree, men tungeorme har sekundært mistet deres segmentering. De regnes for at være nærmest beslægtet med familien Capitellidae.
Da disse orme ikke har nogen hårde dele, findes de sjældent som fossiler. Et af de ældste kendte entydige eksempler er Coprinoscolex ellogimus fra Mazon Creek-fossilforekomsterne i Illinois, der dateres tilbage til den mellemste pennsylvanske periode. Den har en snabel, en cigarformet krop og en snoet tarm og viser, at tungeorme allerede på det tidspunkt var usegmenterede og i det væsentlige lignede moderne former. Imidlertid er der fundet U-formede sporfossiler, der kan være lavet af tungeorme, der dateres tilbage til kambrium, og en ordovicisk art af familien thalassematid ved navn Llwygarua suzannae blev fundet i Castle Bank-aflejren i Wales.

## Anatomi
Tungeorme varierer i størrelse fra den gigantiske Ikeda taenioides, som næsten bliver 2 m lang med udstrakt snabel, til den lille Lissomyema, der kun måler 1 cm. Deres kroppe er generelt cylindriske med to bredere områder adskilt af et smallere område. Foran munden er der en stor udtrækkelig, skovlformet snabel. Snablen ligner snablen hos stjerneorme, men den kan ikke trækkes tilbage i kroppen. Den huser en hjerne og kan være homolog med prostomiet (hovedet) hos andre ledorme. Snabelen har indrullede kanter og en rille i den ventrale overflade. Den distale ende er undertiden gaffelformet. Snablen kan være meget lang. Hos den japanske art Ikeda taenioides kan snalen være 1,5 m lang, mens kroppen kun er 40 centimeter. Selv mindre arter som Bonellia kan have en snabel, der er en meter lang. Snablen bruges primært til at spise. Respiration sker gennem snablen og kropsvæggen, og nogle større arter bruger også kloakvanding. I denne proces pumpes vand ind i og ud af den bageste ende af tarmen gennem anus.
Sammenlignet med andre ledorme har tungeorme relativt få børstehår (setae). Hos de fleste arter er der kun to, som er placeret på undersiden af kroppen lige bag snablen og ofte krogede. Hos andre, såsom Echiurus, er der også yderligere børster nær dyrets bageste ende. I modsætning til de fleste ledorme har voksne tungeorme ingen spor af segmentering. De fleste tungeorme er matgrå eller brune, men nogle få arter er mere farvestrålende, såsom den gennemskinnelige grønne Listriolobus pelodes.
Kropsvæggen er muskuløs. Den omgiver et stort cølom (kropshule), der fører til en lang, snoet tarm med en anus i den bageste ende af kroppen. Tarmen er stærkt snoet, hvilket giver den en betydelig længde i forhold til dyrets størrelse. Et par simple eller forgrenede divertikler er forbundet med endetarmen. Disse er foret med talrige små, cilierede tragte, der åbner direkte ud i kropshulen og formodes at være udskillelsesorganer. Snablen har et lille cølomhulrum adskilt fra hovedcølomet af en skillevæg.
Tungeorme har ikke et særskilt åndedrætssystem, men absorberer ilt gennem kropsvæggen i både kroppen og snablen, og gennem kloakken i Urechis. Selvom nogle arter mangler et blodkarsystem, ligner det, hvor det er til stede, det hos andre ledorme. Blodet er stort set farveløst, selvom der findes hæmoglobinholdige celler i cølomvæsken i hovedkroppns hulrum. Der kan være alt fra en til over hundrede metanefridier til udskillelse af nitrogenholdigt affald, som typisk åbner sig nær dyrets forreste ende. Nervesystemet består af en hjerne nær bunden af snablen og en ventral nervestreng, der løber langs hele kroppen. Bortset fra fraværet af segmentering er dette et lignende opbygning som hos andre ledorme. Tungeorme har ingen øjne eller andre tydelige sanseorganer, men snablen formodes at have en taktil sensorisk funktion.

## Udbredelse og habitat
Tungeorme lever udelukkende i havetmarine, og størstedelen af arterne lever i Atlanterhavet. De er for det meste infaunale og bebor huler i havbunden, enten i den nedre tidevandszone eller den lavvandede neritiskee zone (f.eks. slægterne Echiurus, Urechis og Ikeda). Andre lever i huller i koralrev og i klippesprækker. Nogle findes i dybt vand, herunder på abyssale dybder ; faktisk lever mere end halvdelen af de 70 arter i slægten Bonelliidae under 3.000 meters sýbde. De samles ofte i sedimenter med høje koncentrationer af organisk materiale. Én art, Lissomyema mellita, som lever ud for USA's sydøstlige kyst, lever i skaller fra døde søpindsvin. Når ormen er meget lille, trænger den ind i skallen og bliver senere for stor til at forlade den.
I 1970'erne blev tungeormen Listriolobus pelodes fundet på kontinentalsoklen ud for Los Angeles i antal på op til 1.500 pr. kvadratmeter nær kloakudløb. Disse ormes gravende og fødesøgende aktiviteter omrørte og iltede sedimentet op og fremmede et balanceret økosystem med en mere mangfoldig fauna, end der ellers ville have været i dette stærkt forurenede område.

## Adfærd
En tungeorm kan bevæge sig rundt på overfladen ved at strække sin snabel ud og gribe fat i et objekt, før den trækker kroppen fremad. Nogle orme, såsom Echiurus, kan forlade underlaget helt og svømme ved hjælp af snablen og sammentrækninger af kropsvæggen.
Graveadfærd er blevet undersøgt hos Echiurus echiurus. Når den graver, løftes snablen og foldes bagud og spiller ingen rolle i graveprocessen. Den forreste del af kroppen er formet som en kile og skubbes fremad, hvor de to forreste chaetae (krogede kitinbørster) drives ned i sedimentet. Derefter trækkes den bageste ende af kroppen fremad, og de bageste chaetae forankrer den på plads. Disse manøvrer gentages, og ormen graver sig langsomt fremad og nedad. Det tager cirka fyrre minutter, før ormen forsvinder ud af syne. Hulen går diagonalt nedad og flader derefter ud, og den kan være omkring en meter lang, før den stiger lodret op til overfladen.
Tungeorme er typisk detritivorer, der strækker deres fleksible og bevægelige snabel ud og samler organiske partikler, der er inden for rækkevidde. Nogle arter kan udvide snablen til ti gange dens sammentrukne længde. Snablen bevæges ved hjælp af cilier på den nedre (ventrale) overflade, der »kryber« den fremad. Når der findes fødepartikler, krøller siderne af snablen sig indad og danner en cilieret kanal.
En tungeorm som Echiurus, der lever i sedimentet, strækker sin snabel ud fra kanten af sin hule med den ventrale side på underlaget. Overfladen af snablen er veludstyret med slimkirtler, som fødepartiklerne klæber sig til. Slimet samles i kugler af cilier, og disse føres langs foderrillen af cilier til munden. Snablen trækkes periodisk tilbage i hulen og strækkes senere ud i en anden retning.
Urechidae, som også graver gange, er blevet filtrerende dyr. Den har en kort snabel og en ring af slimkirtler foran på kroppen. Den udvider sin muskuløse kropsvæg for at afsætte en ring af slim på gangvæggen og trækker sig derefter baglæns, mens den udskiller slim og spinder et slimnet. Derefter trækker den vand gennem gangen ved hjælp af peristaltiske sammentrækninger, og fødepartikler klæber sig til nettet. Når dette er tilstrækkeligt tilstoppet, bevæger tungeormen sig fremad langs sin gang og fortærer nettet og de fangede partikler. Denne proces gentages derefter, og i et næringsrigt område kan det kun tage få minutter at gennemføre. Store partikler presses ud af nettet og spises af andre [[[hvirvelløse dyr]], der lever i kommensalisme i gangen. Disse omfatter typisk en lille krabbe, en skælryg og ofte en fisk, der lurer lige inden for bagindgangen.
Ochetostoma erythrogrammon skaffer sin føde på en anden måde. Den har to lodrette gange, der er forbundet med en vandret gang. Den strækker sin snabel ud over underlaget og skovler materiale ind i munden, før den adskiller de spiselige partikler. Den kan forlænge snablen markant, når den udforsker nye områder, og vender jævnligt sin retning i gangen, så den kan bruge bagindgangen til at spise. Andre tungeorme lever skjult i klippespalter, tomme sneglehuse, søpindsvineskaller og lignende steder, hvor de strækker deres snabel ud i det åbne vand for at spise. Nogle er  ådselædere eller detritivorer, mens andre er græssere og nogle er filtratorer.
Når en gravende tungeorms snabel er på overfladen, risikerer den at blive ædt af bundlevende fisk. Hos nogle arter vil snablen løsgøre sig fra kroppen, hvis den bliver angrebet, og ormen vil regenerere en snabel i løbet af et par uger. I en undersøgelse i Californien blev det konstateret, at en af de mest almindeligt forekommende fødeemner for leopardhajen var den ganglevende tungeorm Urechis caupo, som den sugede ud af sedimentet.

## Reproduktion
Tungeorme er særkønnede, med separate hanner og hunner. Kønskirtlerne er forbundet med bughinden, der beklæder kropshulen, hvor de frigiver kønscellerne. Sperm og æg modnes i kropshulen, inden de opbevares i kønssække, som er specialiserede metanefridia. Ved gydningen trækker kønssækkene sig sammen, og kønscellerne presses ud i vandsøjlen gennem porer på ormens ventrale overflade. Befrugtningen er ekstern.
Befrugtningen er intern i den seksuelt dimorfe orden Bonelliida, hvor dværghanner lever inde i hunnen. Medlemmer af ordenen Echiurida har ekstern befrugtning og er seksuelt monomorfe.
Befrugtede æg klækkes til fritsvømmende trochophora-larver. Hos nogle arter udvikler larven kortvarigt en segmenteret krop, inden den omdannes til den voksne kropsform, hvilket understøtter teorien om, at tungeorme udviklede sig fra segmenterede forfædre, der lignede mere typiske ledorme.
Arten grøn tungeorm (Bonellia viridis), der også er bemærkelsesværdig for de mulige antibiotiske egenskaber af bonellin, det grønne kemikalie i dens hud, er usædvanlig for sin ekstreme kønsdimorfi. Hunnerne er typisk 15 cm lange, eksklusive snablen, men hannerne er kun 1 til 3 mm lange og tilbringer deres voksne liv i hunnernes kønssæk.

## Kulinarisk anvendelse
Tungeorme spises i Øst- og Sydøstasien. I Sydkorea er arten Urechis unicinctus kendt som gaebul (개불). Disse orme er meget værdsatte og findes ofte på markeder og i boder, hvor de serveres rå sammen med rå søpølse, søpung og søpindsvin, tilsat chilisauce og sojasauce. De spises også som et fermenteret produkt kendt som gaebul-jeot.

## Liste over familier
Ifølge World Register of Marine Species:
- underorden Bonelliida[31]
  - familie Bonelliidae Lacaze-Duthiers, 1858
  - familie Ikedidae Bock, 1942
- underorden Echiurida[32]
  - familie Echiuridae Quatrefages, 1847
  - familie Thalassematidae Forbes & Goodsir, 1841
  - familie Urechidae Fisher & Macginitie, 1928

- En tungeorm i familien Bonelliidae
- Ochetostoma erythrogrammon i familien Echiuridae
- Arhynchite hayaoi i familien Thalassematidae
- Urechis unicinctus i familien Urechidae